# Мућке
Мућке (енгл. Only Fools and Horses) је британска ТВ комедија коју је написао и креирао Џон Саливан и која је емитована на Би-Би-Си-ју. Од 1981. до 1991. снимљено је шездесет четири епизоде у 7 сезона уз повремене божићне специјале који су емитовани до 2003. године.
Наслов серије је заснован на старој енглеској пословици: „Само будале и коњи раде“ (енгл. Only fools and horses work for a living) којом се алудира на стална настојања главних ликова у серији да избегавају посао и плаћање пореза. Насловну песму написао је и отпевао Џон Саливан. У првој сезони коришћена је друга песма, али је она замењена да би се помогло гледаоцима да схвате наслов серије.
У анкети Би-Би-Сија из 2004. Мућке су проглашене за најбољу ситуациону комедију (ситком) свих времена.

## Прича
Дерек „Дел Бој“ Тротер (Дејвид Џејсон) и његов млађи брат Родни (Николас Линдхерст) деле стан са времешним Деком (Ленард Пирс) у згради „Нелсон Мандела“ у лондонском предграђу Пекам (иако се та зграда заправо налази у Актону, у западном Лондону). Дел Бој има своју „фирму“ под називом „Тротерово независно трговинско друштво“ (енгл. Trotter Independent Trading CO). Он је заправо обични препродавац, увек у потрази за лаком зарадом, без постављања сувишних питања.
На почетку прве сезоне, Родни се придружује Делу у послу. Њихова мајка је умрла када је Родни био мали, а отац је нестао мало иза тога. Већи део Роднијевог живота Дел је фигурирао као његов други отац.
Дел ће ући у било какав посао само да би дошао до новца. Његов узречица је: „Следеће године у ово доба бићемо милионери“. Ипак, већина његових планова је рискантна и противзаконита. Њихов стан је често пун робе коју не може да прода, од актен-ташни, у којима је закључана шифра за откључавање, до крема за сунчање усред зиме.
У друштву браће Тротер су трговац половних аутомобила и новопечени богаташ Бојси (Џон Чалис) и његова жена Марлин (Су Холдернес), не превише бистар чистач улице Тригер (Роџер Лојд-Пак), који Роднија увек ословљава се Дејв, возач камиона Дензил (Пол Барбер), конобар и власник у локалном пабу „Рагина глава“ Мајк (Кенет Макдоналд) и Роднијев друг Мики Пирс (Патрик Мари), чији је идол Дел.
Главна тема серије је веза између браће. Током година публика се упознаје са њиховим успонима и падовима, љубавима и неспоразумима: дека умире, а њима се придружује стриц Алберт (Бастер Мерифилд); Дел и Родни налазе љубави својих живота; Дел и Ракел (Теса Пик-Џоунс) добијају дете, Демијана (тај лик је глумило чак шест глумаца); Родни и његова жена Касандра (Гвинет Стронг) се разводе и поново се враћају једно другом; стриц Алберт умире; Касандра губи бебу али на крају и она и Родни добијају дете. Тротери постају богати, али опет све изгубе.
У последњем божићном специјалу откривено је да је прави Роднијев отац Фреди Робдал или Фреди Жабац, човек који је имао везу са Деловом мајком. Ово је наговештено у једној епизоди неколико година раније, када је Родни чуо о високом човеку који је био уметник (сличне особине као и сам Родни) и који је имао сина са женом из зграде и који је из неког непознатог разлога оставио Делу и Роднију све што је имао. Родни је одмах почео да сумња да је тај човек његов биолошки отац, али није ништа рекао Делу. На крају епизоде, када су Родни и стриц Алберт сами, Родни пита: „Да ли ја личим на њега?“, а Алберт каже „мало“. То је коначно потврђено у последњем божићном специјалу када Родни пронађе фотографију Фредија Робдала. Њих двојица много личе и од тог тренутка гледаоци знају ко је Роднијев биолошки отац. Испоставило се да је Дел знао за то од почетка, иако ни Дел ни Родни нису знали да онај други зна и заклели су се да неће рећи један другоме страхујући да би повредили један другог.

## О серији
Популарност Мућки није била велика у почетку, али је Би-Би-Си истрајао и гледаност је непрекидно расла, а неке епизоде, као што је „A Touch of Glass“, садрже данас већ класичне сцене.
У четвртој сезони, крајем 1984, дека умире. Ова епизода написана је на брзину након смрти глумца Ленарда Пирса. У њој је приказана декина сахрана, нешто што се обично не виђа у комедијама ситуације. На брзину је представљен нови лик, Делов и Роднијев ујка Алберт.
Иако је серија емитована од 1981. до 2003, снимљено је, заправо, само седам сезона. Последња сезона из 1991. завршава се рођењем Деловог и Ракелиног сина Демијана. Десет специјалних епизода приказано је између 1991. и 2003. за време божићних празника. У три специјала, приказана за Божић 1996, остварила се жеља Дела и Роднија и њихових породица да постану милионери; та епизода још увек држи рекорд као најгледанија епизода ситкома на британској телевизији са 24,3 милиона гледалаца.
Било је планирано да се божићном трилогијом из 1996. серија и заврши, али ипак су приказане још три епизоде за Божиће 2001, 2002 и 2003. Глумац Бастер Мерифилд умро је 1999. па је тако морао „умрети“ и ујка Алберт. Кенет Макдоналд, који је глумио Мајка, власника „Рагине главе“, преминуо је 2001, па је Саливан сместио његов лик у затвор због преваре. Тротери су изгубили своје милионе због пада акција на берзи, али су Родни и Касандра коначно добили бебу. Ове три епизоде нису биле успешне као претходне и зато се не очекују нове. „Спиноф“ серија „The Green Green Grass“ фокусира se на ликове Бојсија и Марлин и на њихове планове да се одселе из Пекама на село, a почела је да се снима у јуну 2005. Саливан је изјавио да пише и други спиноф, „Once Upon A Time In Peckham“, који ће пратити младог Дела и Роднија током шездесетих.

## Насловна музика
Насловна музика је била извор дугогодишњих неспоразума. Чувена насловна песма (различита на почетку и крају епизоде) није оригинална тема. Насловну музику за прву сезону компоновао је Рони Хејзлхерст, али је Џон Саливан убедио Би-Би-Си да користи две његове композиције уместо наведене. Нова насловна песма је накнадно убачена на почетак свих епизода прве сезоне, а једино је насловна тема у првој епизоди („Big Brother“) остала непромењена и та епизода се (заједно са божићним специјалом из 1981) још увек репризира са оригиналном музичком темом Ронија Хејзлхерста. У DVD издању прве сезоне, у свим седам епизода музика је измењена.
Насловну песму је изводио Џон Саливан, иако су многи гледаоци, због сличности гласова, мислили да је то глас Николаса Линдхерста.

## Глумачка екипа
- Дерек Дел Бој Тротер – Дејвид Џејсон

Рођен након Другог светског рата, Дел је постао хранилац своје породице пре него што је напустио школу. Његова урођена брбљивост помогла му је да постане трговац, без обзира на квалитет, безбедност или законитост робе у његовом поседу. Посвећен сећању на своју мајку и пун мржње према оцу који га је напустио након мајчине смрти, Дел поставља своју породицу на прво место, одбијајући да пошаље Роднија у сиротиште и пазећи на деку до његове смрти. Ипак, Дел се никад није устручавао да „смести“ Роднију како би сачувао своју кожу или част. Популаран међу женама, Дел је био верен неколико пута током шездесетих и седамдесетих, али се никада није оженио, да би се на крају смирио након другог сусрета са Ракел и након што му је родила сина. Дел погрешно користи француске фразе да би се показао културним, али углавном испада смешан. Делова срећа се променила 1996. када су Дел и његова породица постали милионери захваљујући продаји старинског сата пронађеног у гаражи. Пет година је живео на високој нози пре него што је све изгубио 2001. због пада акција на берзи.
- Родни Тротер – Николас Линдхерст

Рођен раних 1960-их, Родни никада није упознао своје родитеље. Његова мајка је умрла, а отац је побегао пре него што је кренуо у школу, тако да су га одгајали његов старији брат Дерек и Дека. Родни је био бистар, али и наиван као дете, похађајући часове математике и цртања пре него што је уписао уметнички колеџ у Басингстоку, одакле је избачен након три недеље након употребе марихуане, што му је такође донело осуду, новчану казну и условну казну затвора. Родни се након тога придружио Дереку у послу, али је без уличне сналажљивости и лукавости, те га Дел често назива тупаџијом. Родни је много пута покушао да преузме више контроле у послу, развијајући нове интересе или сам започињући послове, али тек након што је упознао Касандру у вечерњој школи, Дел је коначно решио да се не меша. Родни се на крају оженио са Касандром, али је и даље остао у зони Деловог утицаја. У последњој епизоди серије открива се да Роднијев биолошки отац није Реџ Тротер, већ локална протува Фреди Жабац. Такође, у овој епизоди добија кћерку Џоан након што је Касандра претходно већ била побацила.
- Дека – Ленард Пирс

Рођен на почетку 20. века, Едвард „Дека“ Тротер, Делов деда са очеве стране, служио је у војсци током Другог светског рата и радио на многим полуквалификованим пословима. Рано је постао удовац и своје последње године је проводио чистећи кућу и кувајући док су Дел и Родни били на послу. Дека никад не скида свој шешир, гледа најмање две телевизијске серије одједном на два телевизора и ретко му успева да му не загоре јела које спрема. Умро је 1985. (након смрти глумца Ленарда Пирса) и сахрањен је у епизоди „Strained Relations“.
- Стриц Алберт – Бастер Мерифилд

Рођен приближно пет година касније од свог старијег брата Едварда, Алберт је у младости био морнар, прво у Краљевској морнарици, а касније у трговачкој. Оженио се Адом, али брак није функционисао из непознатих разлога, а Алберт је постао усамљени пензионер који се потуцао по кућама даљњих рођака све док није дошао на Декину сахрану и на крају се на превару уселио код Дела и Роднија. Преузео је Декин задатак спремања куће и кувања, радећи то приметно боље, а такође је често посећивао Рагину главу, пијући рум и свирајући клавир. Алберт никада није престајао да прича о својим ратним данима свакоме у близини, често причајући досадне анегдоте због чега су га Дел и Родни често исмевали. Албертова смрт, 15 година након усељења код својих нећака, оплакана је исто као и Декина. То је назначено у епизоди снимљеној након смрти глумца Бастера Мерифилда 1999. У свом тестаменту оставио је Делу и Роднију по 200.000 фунти што им је омогућило да плате заостале порезе.
- Ракел – Теса Пик-Џонс

Њен лик је уведен због жеље Џона Саливана да има више женских ликова и за Дела да би почео да излази са зрелијим женама. Прво појављивање Ракел је планирано да буде и једино, али њена улога је поново написана годину дана касније и од тада је стални лик. Амбициозна школована певачица и глумица чија каријера никада није дошла до изражаја, Ракел је упознала Дела преко агенције за склапање познанстава, али су се разишли због њеног повременог посла стриптизете. Касније су се поново срели и овај пут она се уселила код Дела, помажући му на неки начин да одрасте. Касније у току серије су добили сина Демијана.
- Касандра – Гвинет Стронг

Интелигентна кћерка успешног пословног човека из средње класе, Касандра је упознала Роднија у Центру за образовање одраслих. Њихова веза је брзо напредовала и на крају шесте сезоне њих двоје су се венчали. Њена амбиција за успешном каријером ју је, међутим, довела у сукоб са Роднијем, а њихов проблематични брак је био једна од главних тема седме сезоне. На крају су се ипак помирили и у каснијим епизодама она је приказана као упадљиво мање амбициозна. Веза са Роднијем је ојачала након што је Касандра доживела побачај. Касније је Касандра са Роднијем добила девојчицу.
- Тригер – Роџер Лојд-Пак

Наводно тако назван јер је личио на коња, Тригер је био један од главних споредних ликова у серији, а само су се Дел Бој и Родни појавили у више епизода од њега. Лојд-Пак је изабран пуком случајношћу да глуми Тригера; Реј Бат, који га је ангажовао да глуми Тригера након што га је приметио у позоришту, је дошао на ту представу да би посматрао Билија Мареја, потенцијалног глумца за улогу Дел Боја. У почетку приказан као повремени лопов који снабдева Дела разном робом, Тригерова улога у серији се променила током времена. Шашави чистач пута, који је најчешће виђан у Рагиној глави, је присвојио улогу месног идиота, обично мамећи осмехе у свакој својој сцени због своје опште глупости.
- Бојси – Џон Чалис

Делов пријатељ из младости, богати продавац половних кола. Због свог високог положаја гледа на све, па и на своје пријатеље, са висине и не пропушта прилику да направи неку шалу на рачун тога што они стоје финансијски слабије од њега. Дел, Родни и остали, међутим, њему често узвраћају истом мером. Карактеристичан је начин на који се смеје. Осим с Делом, доста се дружи и са Тригером и Дензилом.
- Марлин – Сју Холдернес

Бојсијева супруга. За разлику од свог мужа, Марлин се не понаша надмено у свакој ситуацији. Она и Бојси су годинама покушавали да добију дете, али им то никако није успевало; још у раној фази серије, Бојси јој је купио пса Дјука да би лакше преболела то што немају децу (пас се, штавише, појавио први пут у истој епизоди кад и Марлин). На крају је ипак успела да затрудни и добије сина Тајлера.
- Мики Пирс – Патрик Мари

Роднијев пријатељ. Најчешће је виђен у „Рагиној глави“. Често је покушавао да нађе неку девојку заједно са пријатељем Џевоном, али углавном без успеха. Кушао је Роднија на поједине подухвате, кладио се с њим. Једном приликом су њих двојица покушали да воде заједнички бизнис, али је тај посао потпуно пропао. Остали на њега углавном гледају као на жутокљунца, јер је најмлађи од њих.
- Мајкл „Мајк“ Фишер – Кенет Макдоналд

Власник „Рагине главе“ (иако не од самог почетка; његов претходник никад није виђен), Мајк Фишер је постао поштовани власник и пријатељ сталних глумаца, којега је Дел увек видео као потенцијалног купца за свакакву сумњиву робу коју је он продавао. Мајклови приватни проблеми су ретко били предмет приче, иако је био разведен пре него што је преузео бар. Смрт глумца Кенета Макдоналда 2001. је у серији довела до Мајковог хапшења због преваре у накнадним епизодама, док је локални кафанџија Сид преузео вођење бара.
- Дензил – Пол Барбер

Камионџија кога Дел често покушава да искористи. Више пута се десило да га је наговорио да, преко воље, одради неки посао за њега, углавном у вези са превожењем робе камионом. Имао је жену Корин, која се појавила само у једној епизоди; било је у плану још, али је глумица која је тумачила Корин убрзо преминула па више није била ни спомињана. Тек у последњим епизодама Дензил је помиње као „бившу жену“.
- Демијан – Бен Смит

Демијан Дерек Тротер, Делов и Ракелин син, израстао је у типичног ћудљивог и дрског тинејџера и био је стална претња Роднију, који је у њему гледао „сина ђавола“; он је чак и предложио у шали име Демијан, али су Дел и Ракел озбиљно прихватили његов предлог.
- Сид – Рој Хедер

Један од најстаријих чланова Делове дружине. Мада је постао власник „Рагине главе“ тек пошто је Мајк смештен у затвор, појављивао се у серији много раније, али као власник једног не тако угледног ресторана. Дел, Родни, Тригер и сви остали који су јели код њега неретко су правили шале на рачун квалитета његове хране, што су уосталом чинили и Мајку. Једном приликом, гледајући слику Делове дружине из младости, Родни констатује да је Сид „исти као раније“, што Сид коментарише са: „Да, уопште нисам остарио.“

### Специјални гости
- Џим Бродбент – Рој Слејтер (Слејтер Љига)
- Питер Вудторп – Реџ Тротер
- Ричард Брансон – самог себе,
- Бари Гиб – самог себе,

## Утицај
Постоји мјузикл „Мућке”.

## Епизоде
| Прва сезона (30-минутне епизоде)    |                          |                                                                          |                     |                                                                        |
| Наслов                              | Наслов на српском        | Прво емитовање                                                           | Гледаност           | Синопсис                                                               |
|                                     |                          | 8. септембар 1981.                                                       | 9,2 милиона         | Дел запошљава Роднија                                                  |
|                                     |                          | 15. септембар 1981.                                                      | 6,1 милиона         | Дел има саобраћајну несрећу са Бојсијевим аутом                        |
|                                     |                          | 22. септембар 1981.                                                      | 7,3 милиона         | Превара преко индијског кипића                                         |
|                                     |                          | 29. септембар 1981.                                                      | 7,8 милиона         | Делова опасна бивша вереница                                           |
|                                     |                          | 6. октобар 1981.                                                         | 7 милиона           | Туристички аутобус                                                     |
|                                     |                          | 13. октобар 1981.                                                        | 8,8 милиона         | Тротери граде атомско склониште на врху зграде                         |
| Божићна епизода 1981. (35 минута)   |                          |                                                                          |                     |                                                                        |
| Body Language                       | Говор тела               | 25. децембар 1981.                                                       | 7,5 милиона         | Дека уништава вечеру                                                   |
| Друга сезона (30-минутне епизоде)   |                          |                                                                          |                     |                                                                        |
| The Long Legs of the Law            | Дуге ноге закона         | 21. октобар 1982.                                                        | 7,7 милиона         | Родни са забавља са полицајком                                         |
| Ashes to Ashes                      | Пепео пепелу             | 18. октобар 1982.                                                        | 9,8 милиона         | Тротери се „коцкају“ са мртвима                                        |
| A Losing Streak                     | Лоша срећа               | 4. новембар 1982.                                                        | 7,5 милиона         | Новчани проблеми                                                       |
| No Greater Love                     | Нема веће љубави         | 11. новембар 1982.                                                       | 8,6 милиона         | Родни има девојку                                                      |
| The Yellow Peril                    | Жута опасност            | 18. новембар 1982.                                                       | 8,2 милиона         | Тротери се баве кречењем и васкрслим канаринцем                        |
| It Never Rains                      | Никада не пада киша      | 25. новембар 1982.                                                       | 9,5 милиона         | Епизода с одмора                                                       |
| A Touch of Glass                    | Додир стакла             | 2. децембар 1982.                                                        | 10,2 милиона        | Кристални лустери                                                      |
| Божићне епизоде 1982.               |                          |                                                                          |                     |                                                                        |
| Christmas Trees                     | Јелка                    | 27. децембар 1982.                                                       | 7,2 милиона         | 8 минута; Дел не може да развуче своју телескопску јелку               |
| Diamonds Are For Heather            | Дијаманти за Хедер       | 30. децембар 1982.                                                       | 9,3 милиона         | 30 минута; Дел се заљубљује у Хедер, чак је и запроси                  |
| Трећа сезона (30-минутне епизоде)   |                          |                                                                          |                     |                                                                        |
| Homesick                            | Носталгија               | 10. новембар 1983.                                                       | 9,4 милиона         | Дека је болестан                                                       |
| Healthy Competition                 | Здрава конкуренција      | 17. новембар 1983.                                                       | 9,7 милиона         | Родни напушта Дела и започиње свој посао                               |
| Friday the 14th                     | Петак 14.                | 24. новембар 1983.                                                       | 9,7 милиона         | Пецање опасно по живот                                                 |
| Yesterday Never Comes               | Прошлост се не враћа     | 1. децембар 1983.                                                        | 10,6 милиона        | Трговац антиквитетима из више класе изненада се занима за Дела         |
| May The Force Be With You           | Нека сила буде с тобом"  | 8. децембар 1983.                                                        | 10,7 милиона        | Слејтер хапси Дела                                                     |
| Wanted                              | Тражен                   | 15. децембар 1983.                                                       | 11,2 милиона        | Родни мисли да је одбегли криминалац                                   |
| Who's a Pretty Boy?                 | Ко је добар дечко        | 22. децембар 1983.                                                       | 11,9 милиона        | Епизода са канаринцем                                                  |
| Божићна епизода 1983. (30 минута)   |                          |                                                                          |                     |                                                                        |
| Thicker Than Water                  | Дебљи од воде            | 1. децембар 1983.                                                        | 10,8 милиона        | Делов и Роднијев отац се појављује                                     |
| Четврта сезона (30-минутне епизоде) |                          |                                                                          |                     |                                                                        |
| Happy Returns                       | Срећан повратак          | 21. фебруар 1985.                                                        | 15,2 милиона        | Дел мисли да има кћерку                                                |
| Strained Relations                  | Затегнути односи         | 28. фебруар 1985.                                                        | 14,9 милиона        | Дека умире, долази стриц Алберт                                        |
| Hole in One                         | Одједном рупа            | 7. март 1985.                                                            | 13,4 милиона        | Алберт уваљује породицу у невољу                                       |
| It's Only Rock and Roll             | То је само рокенрол      | 14. март 1985.                                                           | 13,6 милиона        | Роднијева рок група                                                    |
| Sleeping Dogs Lie                   | Не дирај пса док спава   | 21. март 1985.                                                           | 18,7 милиона        | Тротери имају проблема са псом                                         |
| Watching the Girls Go By            | Гледати девојке          | 28. март 1985.                                                           | 14,4 милиона        | Родни се клади да може смувати женску                                  |
| As One Door Closes                  | Када се врата затворе    | 4. април 1985.                                                           | 14,2 милиона        | Епизода са лептиром                                                    |
| Божићна епизода 1985. (90 минута)   |                          |                                                                          |                     |                                                                        |
| To Hull and Back                    | До Хала и назад          | 25. децембар 1985.                                                       | 16,9 милиона        | Кријумчарење дијаманата из Холандије                                   |
| Пета сезона (30-минутне епизоде)    |                          |                                                                          |                     |                                                                        |
| From Prussia With Love              | Од Пруске с љубављу      | 31. август 1986.                                                         | 12,1 милиона        | Тротери примају трудну немачку девојку                                 |
| The Miracle of Peckham              | Чудо Пекама              | 7. септембар 1986.                                                       | 14,2 милиона        | Епизода са кипом који плаче                                            |
| The Longest Night                   | Најдужа ноћ              | 14. септембар 1986.                                                      | 16,7 милиона        | Епизода отмице у супермаркету                                          |
| Tea for Three                       | Чајанка за троје         | 21. септембар 1986.                                                      | 16,5 милиона        | Дел лети једрилицом                                                    |
| Video Nasty                         | Порно филм               | 28. септембар 1986.                                                      | 17,5 милиона        | Родни треба снимити филм                                               |
| Who Wants to be a Millionaire       | Ко жели постати милионер | 5. октобар 1986.                                                         | 18,8 милиона        | Џамбо нуди нови почетак Делу у Аустралији                              |
| Божићна епизода 1986. (75 минута)   |                          |                                                                          |                     |                                                                        |
| A Royal Flush                       | Занос                    | 25. децембар 1986.                                                       | 18,8 милиона        | Родни се забавља са ћерком аристократе                                 |
| Божићна епизода 1987. (60 минута)   |                          |                                                                          |                     |                                                                        |
| The Frog's Legacy                   | Наслеђе                  | 25. децембар 1987.                                                       | 14,5 милиона        | Дел открива наследство које му је остављено                            |
| Божићна епизода 1988. (80 минута)   |                          |                                                                          |                     |                                                                        |
| Dates                               | Дејт                     | 25. децембар 1988.                                                       | 16,6 милиона        | Дел упознаје Ракел                                                     |
| Шеста сезона (50-минутне епизоде)   |                          |                                                                          |                     |                                                                        |
|                                     |                          | 8. јануар 1989.                                                          | 13,9 милиона        | Родни и Касандра се заљубљују једно у друго                            |
|                                     |                          | 15. јануар 1989.                                                         | 16,1 милиона        | Лутке које набавља Дел нису за девојчице...                            |
|                                     |                          | 22. јануар 1989.                                                         | 16,3 милиона        | Дел организује продају накита                                          |
|                                     |                          | 29. јануар 1989.                                                         | 17 милиона          | Родни побеђује на сликарском такмичењу где осваја летовање за троје... |
|                                     |                          | 5. фебруар 1989.                                                         | 18,2 милиона        | Дел је болестан, Родни се вери                                         |
|                                     |                          | 12. фебруар 1989.                                                        | 18,9 милиона        | Родни се жени са Касандром                                             |
| Божићна епизода 1989. (85 минута)   |                          |                                                                          |                     |                                                                        |
|                                     |                          | 25. децембар 1989.                                                       | 20,1 милиона        | Дел поново среће Ракел на свом путовању...                             |
| Божићна епизода 1990. (75 минута)   |                          |                                                                          |                     |                                                                        |
|                                     |                          | 25. децембар 1990.                                                       | 18 милиона          | Родни и Касандра се разилазе                                           |
| Седма сезона (50-минутне епизоде)   |                          |                                                                          |                     |                                                                        |
|                                     |                          | 30. децембар 1990.                                                       | 15 милиона          | Дел набавља уређај за навођење авиона мислећи да је сателитска антена  |
|                                     |                          | 6. јануар 1991.                                                          | 16,6 милиона        | Ракел је трудна                                                        |
|                                     |                          | 13. јануар 1991.                                                         | 16,6 милиона        | Дел формира певачки дуо                                                |
|                                     |                          | 20. јануар 1991.                                                         | 16,2 милиона        | Дел има годишњицу матуре                                               |
|                                     |                          | 27. јануар 1991.                                                         | 17,2 милиона        | Алберт је покраден                                                     |
|                                     |                          | 3. фебруар 1991.                                                         | 18,9 милиона        | Дел постаје отац                                                       |
| Божићне епизоде 1991.-              |                          |                                                                          |                     |                                                                        |
|                                     |                          | 24. децембар 1991.                                                       | 17,7 милиона        | 50 минута Дел крсти дете                                               |
|                                     |                          | 25. децембар 1991.                                                       | 14,9 милиона        | 95 минута; Дел и Родни иду на одмор у Мајами                           |
|                                     |                          | 24. децембар 1992.                                                       | 20,1 милиона        | 65 минута                                                              |
|                                     |                          | 25. децембар 1993.                                                       | 19,6 милиона        | 85 минута Ракел напушта Дела                                           |
|                                     |                          | 25. децембар 1996.                                                       | 21,3 милиона        | 60 минута; Бетмен и Робин епизода                                      |
|                                     |                          | 25. децембар 1997.                                                       | 21,3 милиона        | 60 минута; Касандра има побачај                                        |
|                                     |                          | 29. децембар 1993.                                                       | 24,3 милиона        | 60 минута; Епизода са античким сатом                                   |
|                                     | 14. март 1997.           |                                                                          | 10 минута; специјал |                                                                        |
|                                     |                          | 25. децембар 2001.                                                       | 20,3 милиона        | 71 минут;                                                              |
|                                     |                          | 25. децембар 2002.                                                       | 16,3 милиона        | 75 минута; Илегални имигранти                                          |
|                                     |                          | 25. децембар 2003.                                                       | 15,5 милиона        | 75 минута; Касандра се порађа                                          |
| Остало                              |                          |                                                                          |                     |                                                                        |
|                                     | 1984                     | 27 минута; Изгубљена епизода; направљена као едукативна емисија за школе |                     |                                                                        |

Са изузетком изгубљене епизоде, краћег божићног специјала из 1982. и скеча из 1997, све епизоде су издане на ВХС и DVD. DVD издање 2005. епизоде „A Royal Flush“ је разљутило многе обожаваоце због избацивања скоро 20 минута материјала и додавања смеха епизодама, којег није било у оригиналној верзији. Исто је урађено и у ВХС издању из 1998. и DVD издању из 2003. „Miami Twice“ и то комбинујући две епизоде у једну и додавањем смеха другој. Би-Би-Си никад није објаснио разлоге за то и изгледа да нема планова да избаци било коју од ових епизода у својим првобитним издањима. Отприлике 6 минута материјала је избачено из ВХС издања епизоде „The Jolly Boys' Outing“. из 1994.